# Rivière Kaawiiskwamekwaachiuch
Rivière Kaawiiskwamekwaachiuch är ett vattendrag i Kanada.   Det ligger i provinsen Québec, i den östra delen av landet, 800 km norr om huvudstaden Ottawa. Rivière Kaawiiskwamekwaachiuch ligger vid sjön Lac Indicateur.
Omgivningarna runt Rivière Kaawiiskwamekwaachiuch är i huvudsak ett öppet busklandskap. Trakten runt Rivière Kaawiiskwamekwaachiuch är nära nog obefolkad, med mindre än två invånare per kvadratkilometer.